# Peter Burke
Peter Burke (Stanmore, 16 de agosto de 1937) é um historiador inglês.
Doutorado na Universidade de Oxford (1957 a 1962), foi professor de História das Ideias na School of European Studies da Universidade de Essex, por dezesseis anos professor na Universidade de Sussex (1962) e professor da Universidade de Princeton (1967); atualmente é professor emérito da Universidade de Cambridge (1979).
Foi professor-visitante do Instituto de Estudos Avançados da Universidade de São Paulo (IEA – USP) de Setembro de 1994 a setembro de 1995, período em que desenvolveu o projeto de pesquisa chamado Duas Crises de Consciência Histórica.
Vive em Cambridge juntamente com a sua esposa, a historiadora brasileira Maria Lúcia Garcia Pallares-Burke, da Faculdade de Educação da Universidade de São Paulo.
Foi o historiador equatoriano Juan Maiguashca (professor de História Econômica de América Latina da Universidade de Toronto), discípulo de Chaunú, quem introduziu Peter Burke no mundo dos "Annales" (Escola dos Annales).
É também um dos maiores especialistas mundiais na obra de Gilberto Freyre. Escreveu, com a esposa Maria Lucia Pallares-Burke, o livro "Repensando os Trópicos". É autor de inúmeros artigos críticos, inclusive na imprensa, sobre o sociólogo pernambucano. Costuma indicar a relevância de Giberto Freyre para o estudo da cultura material — casa, mobílias, roupas, alimentos, etc.

## Peter Burke sobre a Wikipedia
Burke considera que as enciclopédias eram tidas como "verdades infalíveis". Assim as pessoas poderiam ser levadas a acreditarem no conteúdo sem criticidades só por estar escrito. Mas com a Wikipedia ela própria avisa possíveis viés falíveis nos textos.
| “ | As enciclopédias sempre representaram o saber, a verdade. Gosto do aviso de que a Wikipedia não garante a validade dos artigos ou que determinado texto pode conter viés político". | ” |

## Obra
Burke é considerado um especialista na Idade Moderna europeia e também em assuntos da atualidade, enfatizando a relevância de aspectos socioculturais nas suas análises. É autor de mais de trinta livros, muitos deles publicados no Brasil. As suas obras mais importantes são:
- Cultura Popular na Idade Moderna: Europa, 1500-1800 (1978)
- O Renascimento Italiano: Cultura e Sociedade na Itália (1987)
- A Revolução Historiográfica Francesa (1990)
- A Escola dos Annales: (1929 - 1989) A Revolução Francesa da Historiografia (1990)
- História e Teoria Social (1991)
- Formas de fazer História (1991)
- A Escrita da História (1991)
- Amsterdã e Veneza: um estudo das elites dos séculos XVII (1991)
- A Arte da Conversação (1993)
- A fabricação do rei: a construção da imagem pública de Luís XIV (1994)
- Falar e Calar (1996)
- Varieties of cultural history (1997)
- Uma história social do conhecimento: de Gutenberg a Diderot (2000)
- New perspectives on historical writing (2001) (editor e contribuidor)
- Testemunha Ocular (2004)
- O que é história cultural (2005)
- Uma história social do conhecimento II: da Enciclopédia a Wikipédia (2012)
- O que é história do conhecimento? (2016)
- Perdas e ganhos: Exilados e expatriados na história do conhecimento na Europa e nas Américas, 1500-2000 (2017)
- O Polímata: Uma história cultural de Leonardo da Vinci a Susan Sontag (2020)
- Ignorance: A Global History (2023)